# L'Équipe Z
L'Équipe Z est une bande dessinée scénarisé par Edmond Tourriol et Daniel Fernandes puis dessinée par Albert Carreres. Tous trois font partie du studio Makma. Financés grâce au crowfunding sur la plateforme Ulule, deux tomes sont déjà disponibles. Le premier a été publié en janvier 2016, le second en avril 2017 et un troisième tome est attendu pour fin 2019. L'appel à souscription du premier tome a été lancé le 7 juillet 2015 sur la plateforme de financement participatif Ulule.

## Synopsis
Aux origines de L'Équipe Z : alors que l’Atlas Bordeaux FC est en perte de vitesse, un milliardaire indien aux ambitions démesurées rachète le club et le fusionne avec tous les plus gros clubs de la Communauté Urbaine de Bordeaux afin de créer le Metropolis Bordeaux FC. Ce nouveau club a pour objectif de jouer les premiers rôles, aussi bien au niveau national qu’international.
Adrien, coach des U15 de l’Atlas FC, se voit proposer un poste d’entraîneur adjoint au sein du Metropolis. Toutefois, ce dernier voit cette fusion d'un mauvais œil. Incité par Shakti, fille du milliardaire, il décide va alors décider de créer l'équipe Z, regroupant les joueurs laissés de côté. Objectif : constituer et entraîner une équipe capable de battre les meilleurs joueurs de la région, et ce, dans un délai de trois semaines. 
C’est dans ce contexte que les jeunes footballeurs Hugo et Majid, héros de L’Équipe Z, vont entrer en scène.
Plus que du football, ce manga transmet des valeurs humaines : amitié, respect, solidarité. Provenant de milieux sociaux différents, les candidats feront tout leur possible pour intégrer et représenter l'équipe Z.  

## Personnages
- Hugo : Effacé et d’une grande timidité, Hugo est un as du ballon rond.
- Majid : Joueur talentueux et impulsif, il apparaît impudent aux premiers abords. Toutefois, sous cette carapace, il y a un cœur qui bat.
- Coach Adrien : C’est l’entraîneur de l’équipe Z. Passionné et juste, il se pose comme une figure paternelle à l’accent rebelle et dotée d’un immense talent.
- Laura : Fille aînée du coach Adrien. Intelligente et attentionnée, elle est une princesse inaccessible au milieu d’une cour de prétendants.
- Shakti : Fille du milliardaire Indien. Fanatique, turbulente et impétueuse. Elle est la mascotte et la première supportrice de l'équipe Z.
- Nabil : Frère aîné de Majid. Courageux, simple d’esprit et passionné. Il cache une grande force derrière son corps handicapé.
- Johnny : Déterminé et rebelle. Jeune homme vivant dans des conditions précaires, il est un roc au grand cœur.
- Germinal : Calme, mature et toujours optimiste. Un esprit d’adulte vivant dans un corps d’adolescent.
- Coach Jean-Claude : Entraîneur de l’équipe A. Fier et arrogant, il est un entraîneur piégé dans le passé.
- Geoffrey : Capitaine de l’équipe A. Il est un leader né portant les espoirs de son équipe. Son avenir est tracé parmi les futurs plus grands joueurs du pays.